# Unione Sportiva Battipagliese 1999-2000
Questa voce raccoglie le informazioni riguardanti la Unione Sportiva Battipagliese nelle competizioni ufficiali della stagione 1999-2000.

## Stagione
A fine stagione, la Battipagliese si colloca al 14 posto in Serie C2 ed è costretta a disputare i play-out per salvarsi, ma la sconfitta contro il Castrovillari, la condanna alla retrocessione in Serie D.
Nella stagione 1999-2000, la squadra giovanile della Battipagliese, con il tecnico Rosolia, conquista il Trofeo Dante Berretti Serie C.

## Divise e sponsor
| Casa | Trasferta | Terza Divisa |

## Organigramma societario
- Presidente:  Bruno Pastena[1]
- Allenatore:  Antonio Merolla[1]

## Rosa
Fonte: Calciatori.com
| N. |                   | Ruolo | Calciatore         |
| -- | ----------------- | ----- | ------------------ |
|    | Italia (bandiera) | C     | Giovanni Basile    |
|    | Italia (bandiera) | D     | Stefano Biemmi     |
|    | Italia (bandiera) |       | Bisogno            |
|    | Italia (bandiera) | C     | Alec Bolla         |
|    | Italia (bandiera) | C     | Salvatore Cangiano |
|    | Italia (bandiera) | D     | Maurizio Cavallo   |
|    | Italia (bandiera) | C     | Claudio De Rosa    |
|    | Italia (bandiera) | C     | Dino Di Julio      |
|    | Italia (bandiera) | C     | Vincenzo Fusco     |
|    | Italia (bandiera) | D     | Martino Imparato   |
|    | Italia (bandiera) | D     | Simone Loria       |
|    | Italia (bandiera) | A     | Giuseppe Mascara   |

| N. |                   | Ruolo | Calciatore         |
| -- | ----------------- | ----- | ------------------ |
|    | Italia (bandiera) | C     | Giovanni Memoli    |
|    | Italia (bandiera) | A     | Antonio Morello    |
|    | Italia (bandiera) | C     | Gianluca Pietrucci |
|    | Italia (bandiera) | D     | Gianni Polvani     |
|    | Italia (bandiera) | D     | Antonio Primitivo  |
|    | Italia (bandiera) | D     | Claudio Riboni     |
|    | Italia (bandiera) | A     | Matteo Righi       |
|    | Italia (bandiera) | D     | Gerardo Ronca      |
|    | Italia (bandiera) | P     | Giuseppe Spinetta  |
|    | Italia (bandiera) | C     | Maurizio Testa     |
|    | Italia (bandiera) | D     | Fabrizio Tridente  |
|    | Italia (bandiera) | A     | Vincenzo Varriale  |

## Risultati

### Campionato

#### Girone di andata
| 5 settembre 1999 1ª giornata | Giugliano | 1 – 0 | Battipagliese |  |

| 12 settembre 1999 2ª giornata | Battipagliese | 1 – 1 | Foggia |  |

| 19 settembre 1999 3ª giornata | Castrovillari | 2 – 1 | Battipagliese |  |

| 26 settembre 1999 4ª giornata | Battipagliese | 4 – 3 | Fasano |  |

| 3 ottobre 1999 5ª giornata | Trapani | 0 – 0 | Battipagliese |  |

| 10 ottobre 1999 6ª giornata | Battipagliese | 1 – 0 | Sant'Anastasia |  |

| 17 ottobre 1999 7ª giornata | Messina | 2 – 0 | Battipagliese |  |

| 24 ottobre 1999 8ª giornata | Battipagliese | 3 – 1 | Nardò |  |

| 31 ottobre 1999 9ª giornata | Battipagliese | 1 – 1 | Catanzaro |  |

| 7 novembre 1999 10ª giornata | Gela J.T. | 3 – 0 | Battipagliese |  |

| 14 novembre 1999 11ª giornata | Battipagliese | 0 – 0 | Chieti |  |

| 21 novembre 1999 12ª giornata | Tricase | 1 – 0 | Battipagliese |  |

| 28 novembre 1999 13ª giornata | Battipagliese | 2 – 0 | Turris |  |

| 5 dicembre 1999 14ª giornata | Cavese | 0 – 0 | Battipagliese |  |

| 12 dicembre 1999 15ª giornata | Battipagliese | 2 – 3 | L'Aquila |  |

| 19 dicembre 1999 16ª giornata | Lanciano | 2 – 2 | Battipagliese |  |

| 23 dicembre 1999 17ª giornata | Battipagliese | 1 – 1 | Acireale |  |

#### Girone di ritorno
| 6 gennaio 2000 18ª giornata | Battipagliese | 2 – 0 | Giugliano |  |

| 9 gennaio 2000 19ª giornata | Foggia | 1 – 0 | Battipagliese |  |

| 16 gennaio 2000 20ª giornata | Battipagliese | 2 – 1 | Castrovillari |  |

| 23 gennaio 2000 21ª giornata | Fasano | 1 – 1 | Battipagliese |  |

| 6 febbraio 2000 22ª giornata | Battipagliese | 2 – 0 | Trapani |  |

| 13 febbraio 2000 23ª giornata | Sant'Anastasia | 2 – 0 | Battipagliese |  |

| 20 febbraio 2000 24ª giornata | Battipagliese | 0 – 0 | Messina |  |

| 27 febbraio 2000 25ª giornata | Nardò | 1 – 2 | Battipagliese |  |

| 12 marzo 2000 26ª giornata | Catanzaro | 3 – 0 | Battipagliese |  |

| 19 marzo 2000 27ª giornata | Battipagliese | 2 – 0 | Gela J.T. |  |

| 26 marzo 2000 28ª giornata | Chieti | 2 – 0 | Battipagliese |  |

| 9 aprile 2000 29ª giornata | Battipagliese | 2 – 2 | Tricase |  |

| 16 aprile 2000 30ª giornata | Turris | 2 – 0 | Battipagliese |  |

| 22 aprile 2000 31ª giornata | Battipagliese | 1 – 2 | Cavese |  |

| 30 aprile 2000 32ª giornata | L'Aquila | 1 – 0 | Battipagliese |  |

| 7 maggio 2000 33ª giornata | Battipagliese | 2 – 1 | Lanciano |  |

| 14 maggio 2000 34ª giornata | Acireale | 2 – 1 | Battipagliese |  |

#### Play Out
| Data       | Squadra numero 1 | Squadra numero 2 | Risultato |
| ---------- | ---------------- | ---------------- | --------- |
| 28.05.2000 | Castrovillari    | Battipagliese    | 2 - 0     |
| 04.06.2000 | Battipagliese    | Castrovillari    | 0 - 0     |

### Coppa Italia Serie C

#### Girone P
| Data       | Squadra numero 1 | Squadra numero 2 | Risultato |
| ---------- | ---------------- | ---------------- | --------- |
| 25.08.1999 | Fasano           | Battipagliese    | 1 - 1     |
| 29.08.1999 | Battipagliese    | Nocerina         | 2 - 3     |
| 01.09.1999 | Nardò            | Battipagliese    | 1 - 1     |
| 15.09.1999 | Battipagliese    | Atletico Tricase | 2 - 1     |

#### Classifica Girone P
| Squadra             | Pt | G | V | N | P | RF | RS | DR |
| ------------------- | -- | - | - | - | - | -- | -- | -- |
| 1. Nocerina         | 9  | 4 | 3 | 0 | 1 | 6  | 6  | 0  |
| 2. Fasano           | 5  | 4 | 1 | 2 | 1 | 6  | 4  | +2 |
| 3. Battipagliese    | 5  | 4 | 1 | 2 | 1 | 6  | 6  | 0  |
| 4. Nardò            | 4  | 4 | 1 | 1 | 2 | 4  | 5  | -1 |
| 5. Atletico Tricase | 4  | 4 | 1 | 1 | 2 | 3  | 4  | -1 |